# Leucochrysa (Nodita) amistadensis
Leucochrysa (Nodita) amistadensis is een insect uit de familie van de gaasvliegen (Chrysopidae), die tot de orde netvleugeligen (Neuroptera) behoort. 
Leucochrysa (Nodita) amistadensis is voor het eerst wetenschappelijk beschreven door Penny in 2001.